# 岩槻藩
岩槻藩（いわつきはん）は、武蔵国埼玉郡（現在の埼玉県さいたま市岩槻区太田3丁目）に存在した藩。居城は岩槻城。

## 藩史
岩槻は戦国時代には後北条氏の領国で、本拠である相模国小田原城に次ぐ重要拠点のひとつと見なされていた。岩槻城は長禄元年（1457年）に扇谷上杉氏に仕えていた太田道真・道灌父子が敵対関係にあった古河公方・足利成氏に備えて築城したのが始まりと考えられてきたが、近年では古河公方方の成田正等による築城と見るのが主流となっている。
その後、北条氏の台頭で扇谷上杉氏は滅び、その旧臣である太田資正は北条氏に対して抵抗を続けたものの、結局岩槻城は北条氏の支城となる。北条氏がこの岩槻を重要な城と見なしていたことが窺える史料に『北条氏岩槻城諸奉行詰番並掟書』がある。それによると、天正5年（1577年）岩槻城には、小旗120余本、槍600余本、鉄砲50余挺、弓40余張、歩兵250余人、馬上500余騎などの1,580余名に、足軽を含めておよそ5,000人の軍勢が常駐していたことがわかる。
豊臣政権の時代となり、天正18年（1590年）の小田原征伐で後北条氏が降伏、関東に新たに入部した徳川家康も岩槻を関東支配拠点のひとつと見なし、譜代中の譜代の家臣で家康三河時代の三奉行の一人である高力清長に2万石を与えて入部させている。これが岩槻藩の立藩である。清長の嫡男・高力正長は父親に先立って死去し、清長は慶長3年（1608年）に死去した。その跡を嫡孫の高力忠房が継いだが、忠房は元和5年（1619年）9月に遠江浜松藩へ移され、岩槻藩は廃藩となり幕府直轄領となった。
翌年10月20日、下野国内から老中の青山忠俊が4万5,000石で入ったが、元和9年（1623年）10月19日、忠俊は第3代将軍・徳川家光の勘気を蒙って上総大多喜藩へ2万石に減知の上で転封となった。その後に相模小田原藩から阿部正次が5万5,000石で入る。正次は寛永3年（1626年）4月6日、大坂城代に転出して知行を8万6,000石に加増される。正次が大坂に出た後、岩槻の統治は嫡男の阿部政澄が3万石で担当した。しかし政澄が寛永5年（1628年）8月に早世したため、正次の次男で三浦家を継いでいた阿部重次が復姓し、寛永15年（1638年）11月7日、岩槻に5万9,000石で入った（重次は同年に老中になっている）。正保4年（1647年）11月14日に父の正次が大坂で死去すると、重次は正式に家督を相続し、父の遺領に加えさらに1万石を加増されて都合9万9,000石の藩主となった。
慶安4年（1651年）に徳川家光が薨じると、4月20日に重次は殉死し、跡を子の阿部定高が継いだ。しかし定高は万治2年（1659年）1月23日に25歳で早世した。定高には一子阿部正邦がいたがまだ幼少だったため、代つなぎとして三浦家を継いでいた定高の弟・阿部正春が復姓して家督を継いだ。正春は父・重次の遺領のうち1万6,000石（上総大多喜新田藩）を相続していたので、これに兄の遺領を併せて11万5,000石を知行することとなった。しかし藩内では正春の後継に不満を持つ者も少なくなく、寛文3年（1663年）12月に汀騒動と呼ばれる家臣殺害事件が起こった。このようなこともあって寛文11年（1671年）12月19日、正春は兄の遺領9万9,000石と家督を正邦に譲り、自身は旧来の1万6,000石で分家した（これは大多喜藩とみなされる）。天和元年（1681年）、正邦は丹後宮津藩へ移封された。
代わって同年2月、下野烏山藩から板倉重種が6万石で入り、間もなく老中に就任したが、3か月後には失脚して翌年には信濃坂木藩へ移封された。その後には常陸下館藩から老中の戸田忠昌が5万1,000石で入る。忠昌は貞享元年（1684年）に領内の笹山村に幅七尺の山城堀を建造したのち、貞享3年（1686年）1月に1万石加増の上で下総佐倉藩へ移封となった。続いて丹波亀山藩から松平忠周が4万8,000石で入る。忠周は元禄10年（1697年）に但馬出石藩へ移封となったが、その理由には生類憐れみの令との関係が取りざたされた。すなわち、この前年に領内で狼が子供を噛み殺すという事件が発生、忠周は事前に幕閣から許可を得てこの狼を撃ち殺したが、それでもこれで第5代将軍・徳川綱吉の心証を損ない、これが辺鄙な出石への転封につながったというものであるが、真偽のほどは定かではない。
その次には三河吉田藩から老中の小笠原長重が5万石で入る。長重は安永2年（1705年）に埼玉郡内で1万石を加増され、翌年には検地を実施して藩政基盤を固めようとしたが、病を得て安永7年（1710年）5月18日に隠居、跡を次男の小笠原長煕が継いだ。翌年小笠原家は遠江掛川藩へ移され、代わって信濃飯山藩から若年寄の永井直敬が3万3,000石で入る。しかし直敬は同年6月3日に死去し、跡を子の永井尚平が継いだが、その尚平も正徳4年（1714年）8月29日に18歳で夭折した。嗣子が無かったため、尚平の弟の永井直陳が家督を継いだ。直陳は宝暦6年（1756年）に、美濃加納藩へ移された。
このように、藩主家がめまぐるしく変わって藩の支配が定着しなかったが、その後に旗本から若年寄に出世した大岡忠光が藩主として入る。忠光は9代将軍・徳川家重の御側御用人として幕政に影響力を持ち、宝暦元年（1751年）4月には代官支配で旧植村家領の上総勝浦藩を与えられていたが、宝暦6年（1756年）には2万石に加増され、本拠を岩槻城に移した。
これに伴い勝浦領は房総分領として岩槻藩の飛地となり、勝浦陣屋をはじめとする役所や番所を置くとともに、郡奉行が常駐して代官支配を行い、重要検案は江戸藩邸の指示を仰いだ。夷隅郡南方には奥山御林があり、山林資源を産出した。
岩槻藩は大岡家の時代にやっと藩政が安定したものの、3代藩主・大岡忠要の時代に起きた天明の大飢饉で藩内は甚大な被害を受け、その後も天災が相次いで藩政は多難を極め、財政窮乏化が進んだ。このため忠要は有能な人材登用、厳しい倹約を柱とした藩政改革を実施する。5代藩主・大岡忠正の時代には藩校・勤学所と武芸稽古所が設置された。6代藩主・大岡忠固は奏者番・若年寄に栄進したが、この頃に起きた米価昂騰から領内で大規模な百姓一揆が起こった。
アヘン戦争で清が敗れたとの報が幕閣を震撼させると、その余波で海防強化を命じられた岩槻藩は大砲鋳造などで財政が逼迫した。弘化2年（1845年）4月1日には前年炎上した江戸城本丸の普請奉行を務めた功により3,000石が加増されたが、それも文字どおりの焼け石に水だった。忠固は嘉永5年（1852年）7月4日に死去、跡を子の大岡忠恕が継いだ。忠恕の時代には幕末の動乱に天災が重なり、さらには岩槻城の本丸焼失などの不幸が相次いで、財政は破綻寸前となった。このような中で忠恕は慶応2年（1866年）3月29日に隠居して家督を長男の大岡忠貫に譲った。慶応3年12月（1868年1月）の江戸薩摩藩邸の焼討に庄内藩、上山藩、鯖江藩と共に加わる。しかし翌慶応4年に始まった戊辰戦争では一転して新政府に帰順し、幕府軍追討に功を挙げた。翌年の版籍奉還で忠貫は知藩事となり、明治4年（1871年）の廃藩置県で岩槻藩は廃藩となる。大岡家はその後、子爵に叙せられた。

## 歴代藩主

### 高力家
2万石 譜代
1. 高力清長（きよなが） 従五位下 河内守
2. 高力正長（まさなが） 従五位下 土佐守
3. 高力忠房（ただふさ） 従五位下 左近大夫

### 青山家
5万5千石 譜代
1. 青山忠俊（ただとし） 従五位下 伯耆守

### 阿部家
5万5千石→8万6千石→4万6千石→5万9千石→9万9千石→11万5千石→9万9千石 譜代
1. 阿部正次（まさつぐ） 従四位下 備中守
2. 阿部重次（しげつぐ） 従四位下 山城守
3. 阿部定高（さだたか） 従五位下 備中守
4. 阿部正春（まさはる） 従五位下 伊予守
5. 阿部正邦（まさくに） 従五位下 対馬守

### 板倉家
6万石 譜代
1. 板倉重種（しげたね） 従四位下 内膳正

### 戸田家
5万1千石 譜代
1. 戸田忠昌（ただまさ） 従四位下 山城守 侍従

### 松平（藤井）家
4万8千石 譜代
1. 松平忠周（ただちか） 従四位下 伊賀守 侍従

### 小笠原家
5万石 譜代
1. 小笠原長重（ながしげ） 従四位下・侍従、佐渡守
2. 小笠原長煕（ながひろ） 従五位下・山城守

### 永井家
3万3千石 譜代
1. 永井直敬（なおひろ） 従五位下 伊賀守
2. 永井尚平（なおひら） 従五位下 伊賀守
3. 永井直陳（なおのぶ） 従五位下 伊賀守

### 大岡家
2万石→2万3千石 譜代
1. 大岡忠光（ただみつ） 従四位下 出雲守
2. 大岡忠喜（ただよし） 従五位下 兵庫頭
3. 大岡忠要（ただとし） 従五位下 式部少輔
4. 大岡忠烈（ただやす） 従五位下 丹後守
5. 大岡忠正（ただまさ） 従五位下 主膳正
6. 大岡忠固（ただかた） 従五位下 主膳正
7. 大岡忠恕（ただゆき） 従五位下 兵庫頭
8. 大岡忠貫（ただつら） 従五位下 主膳正

## 支藩
阿部家時代に以下の支藩があった。
- 大多喜藩（上総国夷隅郡）
阿部正次は元は大多喜藩主で、移封後も夷隅郡の旧領を保持していたが、岩槻藩主時代の寛永15年（1638年）に孫の阿部正令（正能）に1万石を分与し、大多喜に立藩させた。正令は寛文11年（1671年）に阿部忠秋の跡を継いで武蔵国忍藩主となり、その際にこの1万石も引き続き知行した。同年、阿部正春が阿部正邦に藩主を譲った後、後述する自身の旧領1万6千石の知行で新たに大多喜藩主となった。元禄15年（1702年）、正春は三河国刈谷藩へ移封した。
- 大多喜新田藩（上総国夷隅郡）
阿部正春（元は三浦姓を名乗り三浦正春）は、慶安4年（1651年）に兄の阿部定高が岩槻藩主となった際、1万6千石を分与された。名目上は居所を大多喜に置いたが、正令の大多喜藩と併存しており、便宜上「大多喜新田藩」と呼ばれる。万治2年（1659年）、正春が岩槻藩主を継いだ際に廃藩となり、のち正春が正令に代わって大多喜藩主となった際に、旧大多喜新田藩領が新たな大多喜藩領になった。

## 幕末の領地
『旧高旧領取調帳データベース』より。（155村・3万2,563石余）
- 武蔵国（1万8,050石余）
  - 足立郡のうち - 1村[1]
  - 葛飾郡のうち - 2村[2]
  - 多摩郡のうち - 3村[3]
  - 埼玉郡のうち - 55村[4]（うち5村を浦和県に編入）
  - 比企郡のうち - 1村[5]
  - 高麗郡のうち - 7村[6]
  - 幡羅郡のうち - 1村[7]
- 安房国（3,222石余）
  - 長狭郡のうち - 8村[8]（うち5村を花房藩、1村を安房上総知県事、2村を安房上総知県事を経て花房藩に編入）
  - 朝夷郡のうち - 1村[9]（安房上総知県事を経て長尾藩に編入）
- 上総国（8,603石余）
  - 望陀郡のうち - 1村[10]（三河吉田藩に編入）
  - 市原郡のうち - 5村[11]（安房上総知県事を経て鶴舞藩に編入）
  - 夷隅郡のうち - 54村[12]（うち53村を安房上総知県事、1村を大多喜藩、1村を安房上総知県事を経て大多喜藩に編入。なお相給が存在するため村数の合計は一致しない）
  - 長柄郡のうち - 1村[13]（安房上総知県事に編入）
  - 山辺郡のうち - 4村[14]（安房上総知県事に編入）
- 下総国（312石余）
  - 葛飾郡のうち - 2村[15]
- 常陸国（231石余）
  - 新治郡のうち - 1村[16]
- 上野国（1,842石余）
  - 勢多郡のうち - 5村[17]
  - 那波郡のうち - 2村[18]
- 山城国（300石）
  - 相楽郡のうち - 1村[19]

明治維新後に埼玉郡3村（旧幕府領1村、旧寺社領2村）、葛飾郡2村（旧幕府領1村、旧関宿藩領1村）が加わった。

## 脚註
1. ↑  登戸村の一部。現在の埼玉県鴻巣市の一部。
2. ↑  大松村の全域、並塚村の一部。現在の埼玉県越谷市・北葛飾郡杉戸町の各一部。
3. ↑  富岡村・下成木村上分の全域、南小曾木村の一部。現在の東京都青梅市の一部。
4. ↑  谷中村・元西谷原村（西谷原新田）・元東谷原村（東谷原新田）・上大増新田・下大増新田・増富村・増戸村・平野村・長宮村・大野島村・増長村・大口村・大谷村・大戸村・新方須賀村・大森村・三之宮村・恩間新田・大道村・大竹村・恩間村・大泊村・薄谷村・市宿町・太右衛門分・久保宿村・新町・横町・林道町・冨士宿町・新曲輪町・渋江村・田中村・左太夫新田・斎藤新田・辻村・笹山村・黒浜村・本宿村・平林寺村・馬込村・加倉村・谷下村・鉤上新田・鉤上村・尾ヶ崎新田・木曾良村・村国村の全域、西新井村・岡泉村・樋ノ口村・不動岡村・上中条村・千駄野村・孫十郎村の各一部。現在の埼玉県さいたま市岩槻区・越谷市・春日部市・蓮田市・白岡市・久喜市・加須市・熊谷市の各一部。
5. ↑  赤沼村の一部。現在の埼玉県比企郡鳩山町の一部。
6. ↑  久須美村・猿田村・下赤工村・上赤工村・中藤村下郷の全域、川寺村・川崎村の各一部。現在の埼玉県飯能市・日高市の各一部。
7. ↑  東方村の一部。現在の埼玉県深谷市の一部。
8. ↑  内浦村・天津村・浜荻村・浜波太村・貝渚村・天面村・磯村・横渚村。現在の千葉県鴨川市の一部。
9. ↑  和田村。現在の千葉県南房総市和田町和田。
10. ↑  祇園村の一部。現在の千葉県木更津市の一部。
11. ↑  麻生原村・黒川村・石神村・戸面村・月出村。現在の千葉県市原市の一部。
12. ↑  新官郷・七本村・関谷村・墨名村・勝浦村・串浜村・松部村・鵜原村・台宿村・名木村・中里村・宮田村・中島村・法華村・荒川村・山田村・小羽戸村・大楠村・芳賀村・白井久保村・新戸村・宿戸村・白木村・中谷村・平田村・笛倉村・平沢村・小内村・百鉾村・弥喜用村・南畑村・川安戸村・湯倉村・三条村・田代村・弓木村・庄司村・中埜村・市野川村・松尾村・小笛村・板屋村・紙敷村・伊保田村・宇筒原村・筒森村・大田代村・小田代村・面白村・小沢又村・粟又村・葛藤村の全域、谷上村・引田村の各一部。現在の千葉県勝浦市・いすみ市・夷隅郡大多喜町・御宿町の各一部。
13. ↑  法目村の一部。現在の千葉県茂原市の一部。
14. ↑  下谷新田・依古島新田の全域、高津戸村・砂古瀬村の各一部。現在の千葉県東金市・千葉市緑区の各一部。
15. ↑  上木津内村・下木津内村の全域。現在の埼玉県北葛飾郡杉戸町の一部。
16. ↑  根小屋村の一部。現在の茨城県石岡市の一部。
17. ↑  下大屋村の全域、東大室村・茂木村・川原浜村・武井村の各一部。現在の群馬県前橋市・桐生市の各一部。
18. ↑  山王村の全域、横堀村の一部。現在の群馬県前橋市の一部。
19. ↑  祝園村の一部。現在の京都府相楽郡精華町の一部。

| 先代 （武蔵国） | 行政区の変遷 1590年 - 1871年 （岩槻藩→岩槻県） | 次代 埼玉県 |